# Xyrichtys halsteadi
Xyrichtys halsteadi е вид бодлоперка от семейство Зеленушкови. Видът не е застрашен от изчезване.

## Разпространение и местообитание
Разпространен е във Вануату, Гуам, Индонезия, Малайзия, Малки далечни острови на САЩ (Уейк), Нова Каледония, Папуа Нова Гвинея, Северни Мариански острови, Соломонови острови и Френска Полинезия.
Обитава пясъчните дъна на морета, лагуни и рифове. Среща се на дълбочина от 15 до 48,8 m, при температура на водата около 26,8 °C и соленост 35,1 ‰.

## Описание
На дължина достигат до 12 cm.